# Vila Luburić
Vila Luburić je naziv ustaškog logora za likvidaciju Srba i Židova tijekom Drugog svjetskog rata u Sarajevu tijekom okupacije NDH. Ovaj nacistički logor smrti je dobio ime po Vjekoslavu Maksu Luburiću, zapovjedniku i idejnom tvorcu sustava ustaških koncentracijskih logora Jasenovac.

## Izgled i položaj logora
Ovaj ustaški logor se nalazio u prijeratnoj vili koja se zvala „Vila Wilkert“, a koja je bila veliko građevinsko zdanje. Ovu vilu su ustaše nasilno zauzeli na početku Drugog svjetskog rata u proljeće 1941. godine, kada je logor postao aktivan, pa sve do oslobođenja Sarajeva 6. travnja 1945. godine. Logor Vila Luburić se nalazio na adresi 18. Skenderija (ulica), na samoj Skenderiji u centru Sarajeva. Luburić i njegovi agenti koristili su i kuću hrvatske sarajevske obitelji Babunović, kao i restoran (Gradski podrum), koji je skupa s Vilom ostao poznat kao "Kuća straha". Namjerno je odabrao ovu vilu iz simboličkih razloga, jer je bila sjedište sarajevske masonske lože, na dirajući masonske simbole na fasadi.

## Vjekoslav Maks Luburić
Vjekoslav Maks Luburić zapovjednik i idejni tvorac sustava ustaških koncentracijskih logora Jasenovac, je bio baziran u ovom ustaškom logoru od jeseni 1944. sve do 6. travnja 1945. godine kada je Sarajevo oslobođeno. Ustaški logor Vila Luburić je dobio ime po Vjekoslavu Maksu Luburiću. U razdoblju Luburićevog terora, stotine Srba i Židova je mučeno i ubijano u podrumu ovog ustaškog logora. Mnoge žrtve je Luburić osobno mučio i ubijao. Vlasti Jugoslavije su neposredno nakon oslobođenja Sarajeva 6. travnja 1945. izvršile ekshumaciju ostataka tijela žrtava iz masovnih grobnica koje su se nalazile u parku-vrtu Vile Luburić.

## Sudbina memorijalnog centra
Nakon oslobođenja Sarajeva 6. travnja 1945. je odlučeno da se na mjestu ustaškog logora Vile Luburić uredi muzej žrtvama genocida, za što su se posebno zalagali gradonačelnici Sarajeva Dane Olbina i Emerik Blum. Promjenom političke klime u Jugoslaviji i usponom Džemala Bijedića na vlast, pod izgovorom ideologije bratstva i jedinstva dolazi do odluke da se zgrada ustaškog logora Vile Luburić sruši. Zgrada ustaškog logora Vila Luburić je srušena početkom sedamdesetih godina 20. stoljeća, a na njenom mjestu je izgrađen dječji vrtić. Godišnje komemoracije događaja i mjesta koja su obilježila Narodnooslobodilačku borbu Jugoslavije su održavana do 1992. godine, a od tada sve rjeđe. Komemorativna ploča obilježava mjesto gdje se nalazila zgrada ustaškog logora Vila Luburić.

## Vanjske poveznice
- Jasenovac Reasearch Institute - Exhibits: "This picture shows the exhumation of victims in Sarajevo in April 1945 with relatives present for identification. (Photo courtesy of Marko Rucnov)" eng. {{{1}}}
- Džavid Husić: VALTER NIJE DOČEKAO... (srp.)